# Liste der Baudenkmale in Veltheim (Ohe)
In der Liste der Baudenkmale in Veltheim (Ohe) sind die Baudenkmale der niedersächsischen Gemeinde Veltheim (Ohe) aufgelistet. Der Stand der Liste ist der 1. August 2022. Die Quelle der Baudenkmale ist der Denkmalatlas Niedersachsen.

## Allgemein
In den Spalten befinden sich folgende Informationen:
- Lage: die Adresse des Baudenkmales und die geographischen Koordinaten. Kartenansicht, um Koordinaten zu setzen. In der Kartenansicht sind Baudenkmale ohne Koordinaten mit einem roten Marker dargestellt und können in der Karte gesetzt werden. Baudenkmale ohne Bild sind mit einem blauen Marker gekennzeichnet, Baudenkmale mit Bild mit einem grünen Marker.
- Bezeichnung: Bezeichnung des Baudenkmales
- Beschreibung: die Beschreibung des Baudenkmales. Unter § 3 Abs. 2 NDSchG werden Einzeldenkmale und unter § 3 Abs. 3 NDSchG Gruppen baulicher Anlagen und deren Bestandteile ausgewiesen.
- ID: die Objekt-ID des Baudenkmales
- Bild: ein Bild des Baudenkmales, ggf. zusätzlich mit einem Link zu weiteren Fotos des Baudenkmals im Medienarchiv Wikimedia Commons. Wenn man auf das Kamerasymbol klickt, können Fotos zu Baudenkmalen aus dieser Liste hochgeladen werden:

## Veltheim (Ohe)

### Gruppe: Rittergut Veltheim
Die Gruppe „Rittergut Veltheim“ in Klein Veltheim umfasst den Gutshof und die dazugehörigen Objekte. Die frühere Wasserburg und heutige Schlossanlage besteht aus einem Vierseithof, der von einem Graben umzogen ist. Das Rittergut hat die ID 33968377.

| Lage                                             | Bezeichnung        | Beschreibung | ID       | Bild           |
| ------------------------------------------------ | ------------------ | --- | -------- | -------------- |
| Am Gute 1 52° 13′ 8″ N, 10° 41′ 9″ O             | Herrenhaus         | Schloss Veltheim ist ein dreigeschossiger Massivbau, der auf einem hohen Sockel unter einem Halbwalmdach steht. Der Risalit unter einem Satteldach springt auf der Hofseite hervor. Die Westfassade wurde 1832 in Fachwerk in Stockwerkzimmerung erneuert. Die Ecksteine über den Strebepfeilern tragen die Initialen des Bauherrn Ernst von Honrodt mit der Jahreszahl 1563. | 34107757 | Weitere Bilder |
| Am Gute 1 52° 13′ 9″ N, 10° 41′ 7″ O             | Wirtschaftsgebäude | Ab dem 16. Jahrhundert mehrfach umgebautes dreiseitiges Fachwerkgebäude (Hofumbauung) aus Bruchsteinmauerwerk. Im Südwesten befindet sich eine Steintafel mit den Initialen des Bauherrn Ernst von Honrodt („EVH“). Daneben sitzt ein Eckstein mit der Jahreszahl 1578. | 52078666 | BW             |
| Am Gute 1 52° 13′ 8″ N, 10° 41′ 8″ O             | Pflaster           | Der Innenhof ist unregelmäßig mit Kopfstein gepflastert. | 34108552 | BW             |
| Am Gute 1 52° 13′ 10″ N, 10° 41′ 9″ O            | Park               | Im 19. Jahrhundert im Norden der Schlossanlage an der Ohe angelegter Park mit einem 250 Jahre alten Baumbestand. | 34107783 | BW             |
| (Am Gute 1) 52° 13′ 10″ N, 10° 41′ 4″ O          | Fließgewässer      | Die Veltheimer Ohe fließt durch den Park und speist damit die Graften des Schlosses. | 34108363 | BW             |
| (Am Gute 1) 52° 13′ 9″ N, 10° 41′ 6″ O           | Graft              | Der als Graft angelegte Wassergraben um die Schlossanlage geht vermutlich auf die Reste der alten Wasserburg zurück und wurde vermutlich um 1563 bis 1568 umgestaltet. | 34107837 |                |
| (Am Gute 1) 52° 13′ 9″ N, 10° 41′ 6″ O           | Brücken            | Zur Gutsanlage führen drei Steinbogenbrücken über die Graft. Sie fallen in die Zeit der Schlossbebauung von 1760. Im 19. Jahrhundert folgte eine Ergänzung von Pfeilern an der östlichen und nördlichen Brücke. | 34107837 |                |
| Am Gute 2 52° 13′ 5″ N, 10° 41′ 12″ O            | Brennerei          | 1845 errichtete Spiritus- bzw. Schnapsbrennerei mit Schornstein im klassizistischen Stil. | 34107887 | BW             |
| Am Gute 3/4 52° 13′ 4″ N, 10° 41′ 7″ O           | Doppelhaus         | Der eingeschossige, vierachsige Ziegelmassivbau ruht auf einem hohen Kellergeschoss unter einem Halbwalmdach. | 34108290 | BW             |
| Neue Straße 52 52° 13′ 4″ N, 10° 41′ 9″ O        | Schmiede           | In der zweiten Hälfte des 19. Jahrhunderts errichtetes eingeschossiges Fachwerkgebäude unter einem Satteldach traufständig zur Neuen Straßen mit einer mittigen Längsdurchfahrt. | 34108316 | BW             |
| Am Gute / Neue Straße 52° 13′ 4″ N, 10° 41′ 8″ O | Einfriedung        | Aus Bruchsteinen um 1850 errichtete Einfriedung Am Gute. Die Bebauung des Doppelhauses 3/4 und der Schmiede ist einbezogen und reicht bis zur Stellmacherei und zur Brennerei. | 34107989 | BW             |
| Neue Straße 52a 52° 13′ 4″ N, 10° 41′ 11″ O      | Stellmacherei      | In der zweiten Hälfte des 19. Jahrhunderts errichtetes eingeschossiges Fachwerkgebäude unter einem Halbwalmdach mit der Traufe zur Neuen Straße und mit dem Giebel zur Straße Am Gute. | 34108342 | BW             |
| Am Gute 5 52° 13′ 6″ N, 10° 41′ 8″ O             | Wohnhaus           | Nach der Inschrift 1870 als sog. Altenteiler errichtetes zweigeschossiges Wohnhaus unter einem Halbwalmdach mit einem Kappengewölbe unterkellert. | 34108041 | BW             |
| Am Gute 5 52° 13′ 6″ N, 10° 41′ 7″ O             | Remise             | Um 1870 errichtetes eingeschossiges Gebäude unter einem Satteldach mit einem Risalit und Zwerchhaus. | 34108422 | BW             |
| Kirchstraße 6 52° 13′ 7″ N, 10° 41′ 7″ O         | Kirche             | 1836 für das Rittergut errichtete St.-Remigius-Kirche Veltheim mit Querschiff unter einem Satteldach mit einer Retabel von 1470. Umgebaut 1870 auf Veranlassung Ludolphs von Veltheim durch Wilhelm Krahe. | 34108189 | Weitere Bilder |
| Kirchstraße 6 52° 13′ 7″ N, 10° 41′ 8″ O         | Kirchhof           | Die Kirche umgebender Kirchhof. | 34108525 | BW             |
| Kirchstraße 15 52° 13′ 8″ N, 10° 41′ 1″ O        | Wohnhaus           | 1760 errichtetes zweistöckiges Fachwerkgebäude mit zwei Zwerchhäusern. | 34108219 | BW             |
| Am Gute 6 52° 13′ 9″ N, 10° 41′ 3″ O             | Wohnhaus           | Ursprünglich um 1800 errichteter Wirtschaftshof und ab 1945 zu einem Wohngebäude umgebauter Fachwerkbau auf einem Bruchsteinsockel unter reinem Halbwalmdach. | 34108069 | BW             |
| Am Gute 6 52° 13′ 8″ N, 10° 41′ 5″ O             | Scheune            | Der zweiflüglige eingeschossige Massivbau unter einem Halbwalmdach wurde um 1835 nach der Inschrift an einer Toreinfahrt errichtet. | 34108093 | BW             |
| Am Gute 6 52° 13′ 9″ N, 10° 41′ 5″ O             | Epitaph            | An der Nordecke der Scheune angelegten zwei Epitaphe, im Westen Ludolf von Honfordt (verstorben 1585) und im Norden Gebhard von Honrodt (verstorben 1619). Hierher transloziert vom Parktor. | 34107862 | BW             |
| (Am Gute 6) 52° 13′ 10″ N, 10° 41′ 0″ O          | Garten             | Der Küchengarten wurde westlich der Gutsanlage angelegt und weist einen alten Baumbestand auf. | 34107963 | BW             |
| (Am Gute 6) 52° 13′ 10″ N, 10° 41′ 1″ O          | Einfriedung        | Einfriedung des Küchengartens | 34108499 | BW             |
| Am Gute 8 52° 13′ 6″ N, 10° 41′ 11″ O            | Stall              | Als Kuhstall errichteter Massivbau aus Bruchstein unter einem Halbwalmdach. Im Nordgiebel befindet sich ein Figurenrelief. | 34107939 | BW             |
| Am Gute 10 52° 13′ 7″ N, 10° 41′ 13″ O           | Scheune            | 1828 errichteter langgestreckter Bruchsteinbau mit drei Querdurchfahrten unter einem Satteldach mit der Traufe zur Straße. 1949 nach einem Brand wieder errichtet. | 34107915 | BW             |
| Am Gute 10 52° 13′ 6″ N, 10° 41′ 13″ O           | Nebengebäude       | Kleiner Massivbau mit der Traufe zur Straße unter einem Satteldach. | 34108582 | BW             |

### Gruppe: Hofanlage Wiesengrund 2 und 4
Die Gruppe „Hofanlage Wiesengrund 2 und 4“ umfasst zwei (spätklassizistische) Wohnhäuser, die nach dem Großbrand in der Gemeinde 1825/1826 wieder neu errichtet wurden. Die Hofanlage hat die ID 33968361.

| Lage                                      | Bezeichnung | Beschreibung | ID       | Bild |
| ----------------------------------------- | ----------- | --- | -------- | ---- |
| Wiesengrund 2 52° 13′ 3″ N, 10° 40′ 56″ O | Wohnhaus    | Das zweistöckige Fachwerkgebäude steht auf einem Bruchsteinsockel mit dem Giebel zur Straße Wiesengrund.                               | 34108242 | BW   |
| Wiesengrund 4 52° 13′ 2″ N, 10° 40′ 55″ O | Wohnhaus    | Das einstöckige Fachwerkgebäude auf einem Bruchsteinsockel unter einem Halbwalmdach befindet sich traufständig zur Straße Wiesengrund. | 34108266 | BW   |

### Gruppe: Voigtsmühle
Die Gruppe „Voigtsmühle“ (auch: Fährmühle) besteht aus einer Hofanlage um die Mühle herum, die von der Wabe angetrieben wurde. Die Voigtsmühle hat die ID 33968396.

| Lage                                          | Bezeichnung              | Beschreibung | ID       | Bild |
| --------------------------------------------- | ------------------------ | --- | -------- | ---- |
| Am Mühlenberg 10 52° 12′ 48″ N, 10° 40′ 12″ O | Wassermühle              | Das zweistöckige Fachwerkgebäude steht auf einem Natursteinsockel unter einem Halbwalmdach und befindet sich traufständig zum Hof. Das Gebäude ist nach einer Inschrift auf dem Schwellbalken auf das Jahr 1786 datiert. | 34108144 |      |
| Am Mühlenberg 10 52° 12′ 49″ N, 10° 40′ 11″ O | Wohn-/Wirtschaftsgebäude | Das zweigeschossige Fachwerkgebäude steht auf einem Natursteinsockel unter einem Halbwalmdach und steht traufständig zum Hof mit einem gedeckten Übergang zum Mühlengebäude                                              | 34108119 | BW   |
| Am Mühlenberg 10 52° 12′ 49″ N, 10° 40′ 13″ O | Scheune                  | 1821 als zweigeschossiges Fachwerkgebäude errichtete Scheune unter einem Satteldach mit Schopfwalm, die traufständig zum Hof steht.                                                                                      | 34108166 | BW   |